# فرمانداری پرایتوری گال‌ها
فرمانداری پرایتوری گال‌ها (به لاتین: praefectura praetorio Galliarum) یکی از چهار فرمانداری پرایتوری بود که امپراتوری روم متأخر به لحاظ نظامی-اداری به آن‌ها تقسیم شده بود. پس از مرگ تئودوسیوس یکم در ۳۹۵ میلادی و تقسیم امپراتوری به امپراتوری روم غربی و شرقی، این فرمانداری برای امپراتوری روم غربی به ارث رسید.